# Gregorius de Galgano
Gregorius de Galgano, auch Gregorius de Gualgano (* im 12. Jahrhundert; † nach dem 23. Mai 1224) war ein italienischer Kardinal der Römischen Kirche.

## Leben
Genauere Angaben über Lebensdaten und Herkunft Gregors gibt es nicht, wahrscheinlich stammt er aus der im frühen 13. Jahrhundert in Rom bezeugten Familie de Galgano. Ob die nur einmal belegte Bezeichnung als frater auf eine Ordenszugehörigkeit hinweist, kann nicht mit Sicherheit geklärt werden. Im Frühjahr 1206 ernannte ihn Papst Innozenz III. zum Kardinaldiakon von San Teodoro. Zunächst wurde er als Auditor am kurialen Gericht eingesetzt, 1207 ernannte ihn der Papst zum Legaten im Königreich Sizilien, da der bisherige Legat, Gerhard von San Adriano, während der Legation verstorben war. Spätestens gegen Ende des Jahres war Gregor im Norden des Königreichs aktiv. Im September 1213 wurde er aus Sizilien abberufen, da der Papst mit seiner Amtsführung unzufrieden war. Während seiner Amtszeit vermittelte Gregor einen Vergleich zwischen San Salvatore di Messina und Santa Maria della Grotta in Palermo, dessen Bestätigung durch Honorius III. am 1. Februar 1219 darüber informiert, dass der Kardinalpriester Gregor früher Kardinaldiakon von S. Teodoro gewesen war, und daher zwei Kleriker mit Namen Gregor in der Diakonie aufeinander folgten. Innozenz III. promovierte ihn in einem Konsistorium  Anfang 1216 zum Kardinalpriester und verlieh ihm die Titelkirche Sant’Anastasia. Gregor unterzeichnete päpstliche Bullen zwischen März und April 1216 sowie zwischen Oktober 1216 und Mai 1224. Ferner nahm er an der Papstwahl 1216 teil, aus der Honorius III. als Papst hervorging. Unter Honorius wurde Gregor weiter als kurialer Richter eingesetzt und im Dezember 1222 wird er als Rektor von Segni genannt. Die letzte Unterschrift findet sich auf einem Privileg vom 23. Mai 1224, bald darauf dürfte er verstorben sein, nach einem Nekrolog von Sant‘Agata in Catania an einem 21. Juli.